# Leszek Muth
Leszek Muth (ur. 21 sierpnia 1943 w Starachowicach, zm. 18 września 2018 w Poznaniu) – polski muzyk, inżynier dźwięku. W latach 60. i 70. gitarzysta basowy zespołów bigbeatowych. Od 1986 zajmował się realizacją dźwięku na imprezach masowych, nie przerywając aktywności jako instrumentalista.

## Życiorys
W 1955 roku członek chóru Poznańskie Słowiki pod dyrekcją Stefana Stuligrosza. W latach 1957–1960 grał w młodzieżowych zespołach klubowych. Od 1963 r. występował w popularnych poznańskich klubach studenckich Nurt i Od Nowa. Związał się także z zespołem Poznańscy Trubadurzy, który działał przy klubie studenckim Pod Maskami w Domu Akademickim im. H.Sawickiej w Poznaniu. Zespół nagrał w Poznańskim Radio trzy utwory instrumentalne: dwa autorstwa gitarzysty Tomasza Dziubińskiego – W Kopalni Cynku i Piąty Do Brydża oraz kompozycję drugiego gitarzysty zespołu Jerzego Kormana pt. Serce. W grudniu 1964 i na początku roku 1965 Poznańscy Trubadurzy występują w Hotelu Merkury w Poznaniu. Następnie formacja jako Pahl Quintet wyjeżdża na sześciomiesięczne tournée po Czechosłowacji. W 1965 roku muzyk nawiązał współpracę z Estradą Poznańską. W 1966 powstała grupa My, którą Muth współtworzył. Zespół występował w kraju i za granicą, m.in. w Czechosłowacji, gdzie m.in. wspomagał piosenkarza Vaclawa Neckarza.
W latach 1967–1968 muzyk był członkiem formacji big beatowo-soulowej Drumlersi mającą w składzie wokalistkę Halinę Frąckowiak (ex- Poznańscy Trubadurzy i Tarpany). Formacja rozwiązała się po roku działalności i nie udało jej się wejść do czołówki rodzimego big beatu. 
W 1968 r. wraz z zespołem akompaniował Poli Raksie w filmie Stanisława Barei Przygoda z piosenką. W latach 1968–1971 Leszek Muth grał w zespole Romuald i Roman. Zespół dużo koncertował i nagrał szereg utworów dla Polskiego Radia. W latach 1972–1988 współpracuje z miejskimi Estradami oraz agencją PAGART jako muzyk sesyjny i inżynier dźwięku.
Pod koniec życia zajmował się nagłaśnianiem imprez masowych. Występował również na scenie jako członek zespołu Wojciecha Kordy. W 2009 roku wystąpił w filmie dokumentalnym o zespole Romuald & Roman pt. Gdzie chłopaki z tamtych lat?. Został pochowany 24 września 2018 roku na Zabytkowym cmentarzu Jeżyckim przy ulicy Nowina w Poznaniu.